# Martin Stange
Martin Friedrich Stange (Kiel, 30 de marzo de 1910 - 16 de octubre de 2000) fue un militar alemán, miembro de las Waffen SS, durante la Segunda Guerra Mundial.
Se le consideraba un militar con una elevada capacidad de instrucción, sin empatía y cegado por el cumplimiento de la misión y obediencia militar, seguidor extremo de Hitler, razón por la cual estuvo largo tiempo enseñando en las academias de las SS y de la Wehrmacht. Solo actúa en el frente a principios de la guerra (Bélgica, Francia y en la Operación Barbarroja hasta finales de 1942) y en las últimas tres semanas de la Guerra (entre abril y mayo de 1945), cuando se le nombra comandante de la 38.ª División de Granaderos SS Nibelungen.

## Promoción (Beförderungen)

### Primeros momentos
Se desconoce desde que fecha se afilió al NSDAP, pero el 14 de marzo de 1933 ingresa en la SS convirtiéndose en miembro del 3./V./20.SS-Standarte en Kiel, con el número de socio 117498. Una vez completada su formación, el 9 de noviembre de 1933 es nombrado con el rango para-militar de SS-Mann (tropas de las SS).
En abril de 1934 es enviado a la recién fundada academia de formación Führerschule Bad Tolz (Baviera), ingresando en la primera promoción de cadetes de la SS, siendo el comandante de la nueva institución Paul Lettow.
El 20 de diciembre de 1934 es ascendido al rango para-militar de Líder Superior de Pelotón SS-Obertruppführer
Desde 20 de abril de 1935 hasta el 1 de abril de 1936 se incorpora a la 13.ª Compañía “Zugführer” del Regimiento SS-VT Germania en Múnich, con el rango militar de Subteniente (SS-Untersturmführer). Durante este periodo se casó (1 de junio de 1935).

### Enseñanza e instrucción
En abril de 1936 pasa a la 15.ª Compañía del Regimiento “Germania” como instructor de armas pesadas en la escuela de formación de la SS (SS-Junkerschule Braunschweig) localizada en Brunswick (Baja Sajonia), siendo más tarde, tras recuperarse de una enfermedad, ayudante del Comandante Adjunto Paul Hausser (fundador de la escuela), con el rango de Teniente (SS-Obersturmführer), hasta abril de 1938. Tres meses más tarde es nombrado comandante de la Compañía, pasando como instructor a la escuela de caballería y, más tarde de infantería, ambas pertenecientes al ejército alemán (Wehrmacht), ubicadas en Hannover.

### Bautismo de combate: Campaña de Polonia
A finales de mayo de 1939 deja el Ejército volviendo a las SS, siendo trasladado de nuevo al Regimiento de Artillería SS-VT Germania· de las SS-Verfügungstruppe (SS-VT), fuerzas que conformarían un año más tarde el núcleo de las Waffen SS.
El 25 de agosto de 1939 es nombrado Capitán (SS-Hauptsturmführer), entrando en combate el 1 de septiembre en la campaña de Polonia. Durante dicha campaña se le concede la  Cruz de Hierro de Segunda Clase (2 de octubre de 1939).

### Frente Occidental y Operación Barbarroja
Acabada la campaña de Polonia, y disueltos los regimientos de las (SS-Hauptsturmführer) el 7 de octubre de 1939, tres días después se incorpora como oficial de artillería del 2ª Regimiento de Artillería de la recién creada 3.ª División SS Totenkopf, en la cual participará en la batalla de Bélgica, en la batalla de Francia (hasta abril de 1941) y, posteriormente, en la Operación Barbarroja, combatiendo en Letonia y Lituania. Debido a sus acciones en dicha campaña le es concedida la Cruz de Hierro de 1ª Clase (12 de julio de 1941).
Admirado y muy valorado por su comandante del regimiento de artillería, Hermann Preiss (que más tarde llegará a ser comandante de la División), el 1 de septiembre de 1941 es ascendido a Mayor (SS-Sturmbannführer).  Recibe la Insignia de Asalto de Infantería (El 10 de diciembre de 1941), combatiendo ya en suelo ruso, donde la División sufrió un 80% de bajas.
Una vez rota la Bolsa de Demiansk en abril de 1942 abandona el frente ruso, siendo sustituido en su regimiento por Fritz Haas.
Unos meses más tarde, le es concedida la Cruz Alemana en oro (19 de septiembre de 1942).

### Vuelta a la enseñanza e instrucción
El 15 de enero de 1943 abandona la SS-Totenkopf e ingresa de nuevo en la escuela de Cadetes en Bad Tolz (SS-Junkerschule Bad Tolz), en Baviera, como profesor conferenciante, siendo ascendido director de estudios en el mes de junio. En ese momento es comandante de la institución Gottfried Klingemann. Allí, el 9 de noviembre de 1943 es nombrado Teniente Coronel (SS-Obersturmbannführer).

### Final de la guerra
El 15 de febrero de 1945 deja la escuela para incorporarse como comandante jefe del 16.º regimiento de artillería de la 16.ª División de Granaderos SS Reichsführer-SS, combatiendo contra los soviéticos en Hungría y Austria. Es trasladado el 12 de abril de 1945.
En abril de 1945 es nombrado Coronel (SS-Standartenführer), pasando a ser el comandante jefe de la 38.ª División de Granaderos SS Nibelungen, desde el 12 de abril de 1945, operando entre el Danubio y en los Alpes, especialmente en el área de Landshut (Alta Baviera) contra las tropas estadounidenses, las cuales algunas veces fueron superadas. Su nombramiento se produjo apenas unas 3 semanas después de la creación de la División. Esta División se formó con la última promoción de la escuela de cadetes de Bad Tolz (SS-Junkerschule Bad Tolz), donde estuvo enseñando varios años.
El 8 de mayo de 1945, junto a los restos de la División, se rinde a las tropas estadounidenses en la zona de los Alpes Bávaros, cerca del Distrito de Oberwössen, junto a la frontera austriaca.

## Condecoraciones (Auszeichnungen)
- Cruz de Hierro de 2ª Clase (Eisernes Kreuz II.  Klasse): Rango: Capitán (SS-Hauptsturmführer); Unidad: Jefe de la 6ª Compañía de Regimiento de Artillería, SS-Verfügungstruppe; Fecha: 2 de octubre de 1939.
- Cruz de Hierro de 1ª Clase (Eisernes Kreuz I. Klasse): Rango: Capitán (SS-Hauptsturmführer); Unidad: Jefe de la 1ª Compañía de Regimiento de Artillería, División SS-Totenkopf; Fecha: 12 de julio de 1941.
- Insignia de Asalto de Infantería (Infanterie-Sturmabzeichen): Rango: Mayor (SS-Sturmbannführer); Unidad: Jefe de la 1ª Compañía de Regimiento de Artillería, División SS-Totenkopf; Fecha: 10 de diciembre de 1941.
- Cruz Alemana en oro (Deutsches Kreuz im Gold): Rango: Mayor (SS-Sturmbannführer); Unidad: Jefe de la 1ª Compañía de Regimiento de Artillería, División SS-Totenkopf; Fecha: 19 de septiembre de 1942.

## Después de la guerra
Personalmente valiente, y muy admirado por los que le conocían, Martin Stange vive de la jubilación, manteniendo siempre el contacto, ayudando y asistiendo a camaradas pertenecientes a las asociaciones de veteranos de las Divisiones "SS-Totenkopf" y ”SS-Reichsführer”.
También fue miembro de la asociación clandestina Kameradenwerk Korps Steiner KKS (asociación de veteranos guerra de la Waffen SS, que llevaba el nombre del general de la SS Felix Steiner, fundada tras su muerte en 1966), donde asistió regularmente a cada reunión anual que siempre se celebraba en el mes de abril, hasta su muerte con 90 años cumplidos.
Se sabe que tuvo dos hijas y un hijo de su matrimonio en 1935.